# Fidonia acronevadaria
Fidonia acronevadaria är en fjärilsart som beskrevs av Eugen Wehrli 1926. Fidonia acronevadaria ingår i släktet Fidonia och familjen mätare. Inga underarter finns listade i Catalogue of Life.

## Bildgalleri

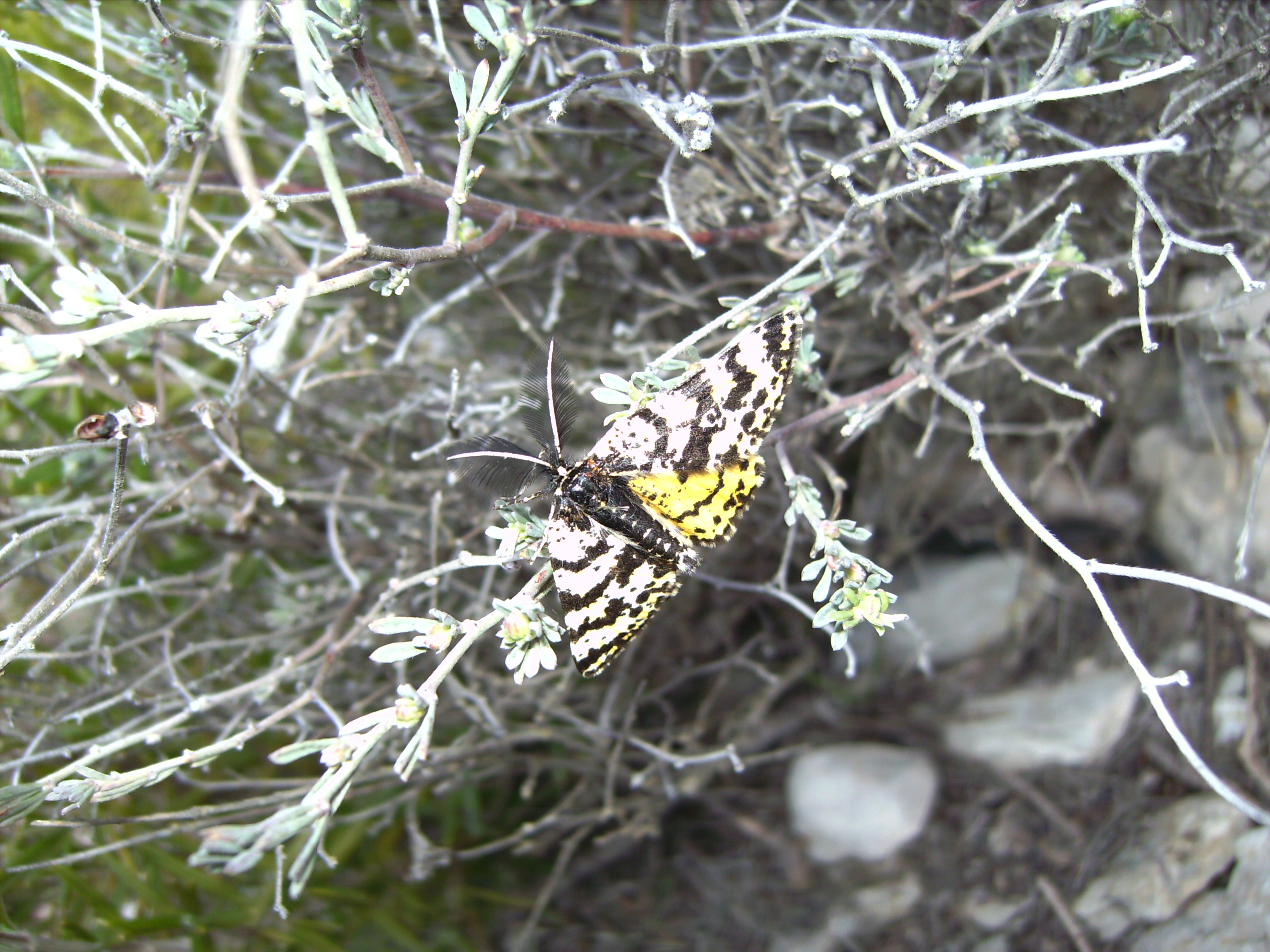
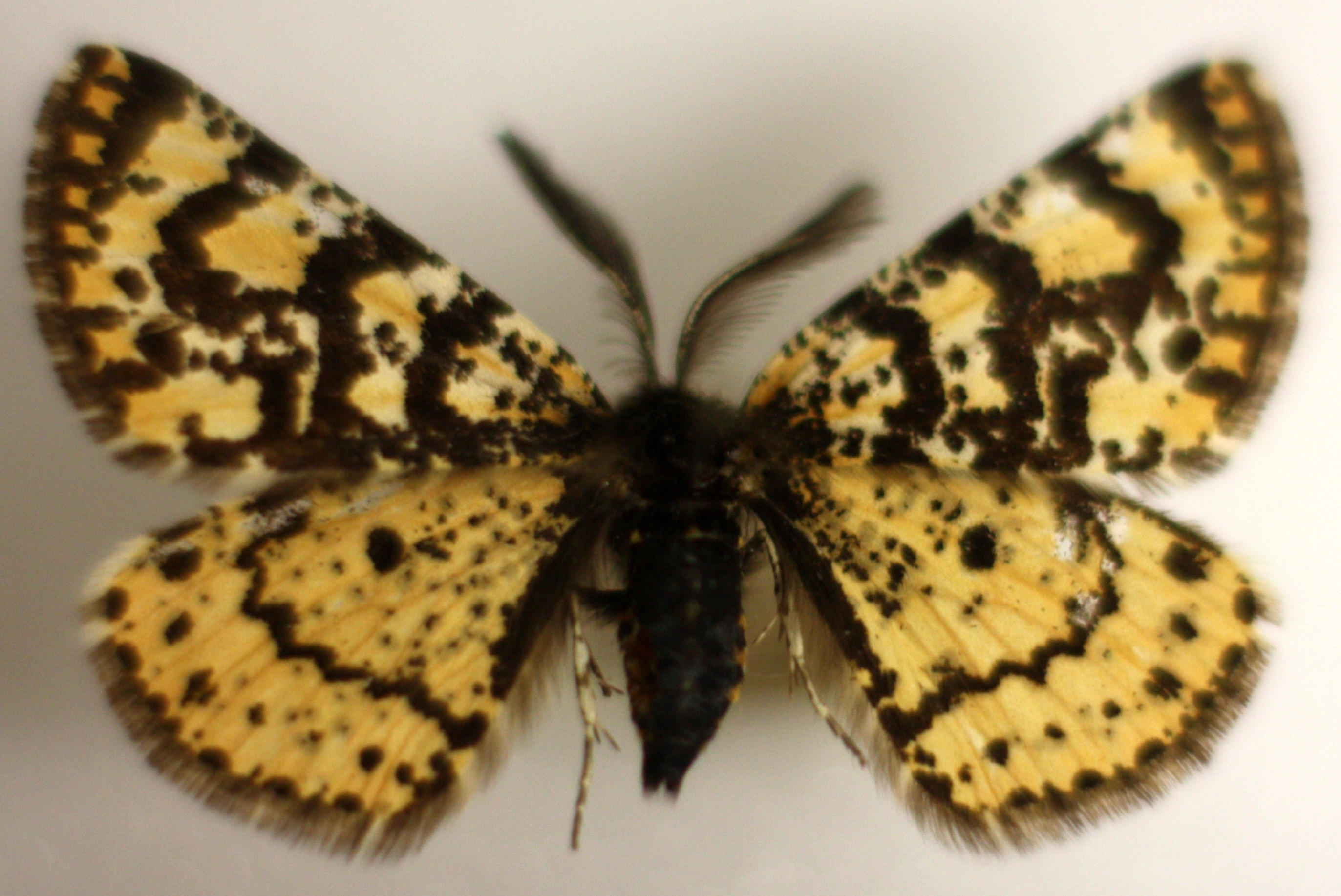
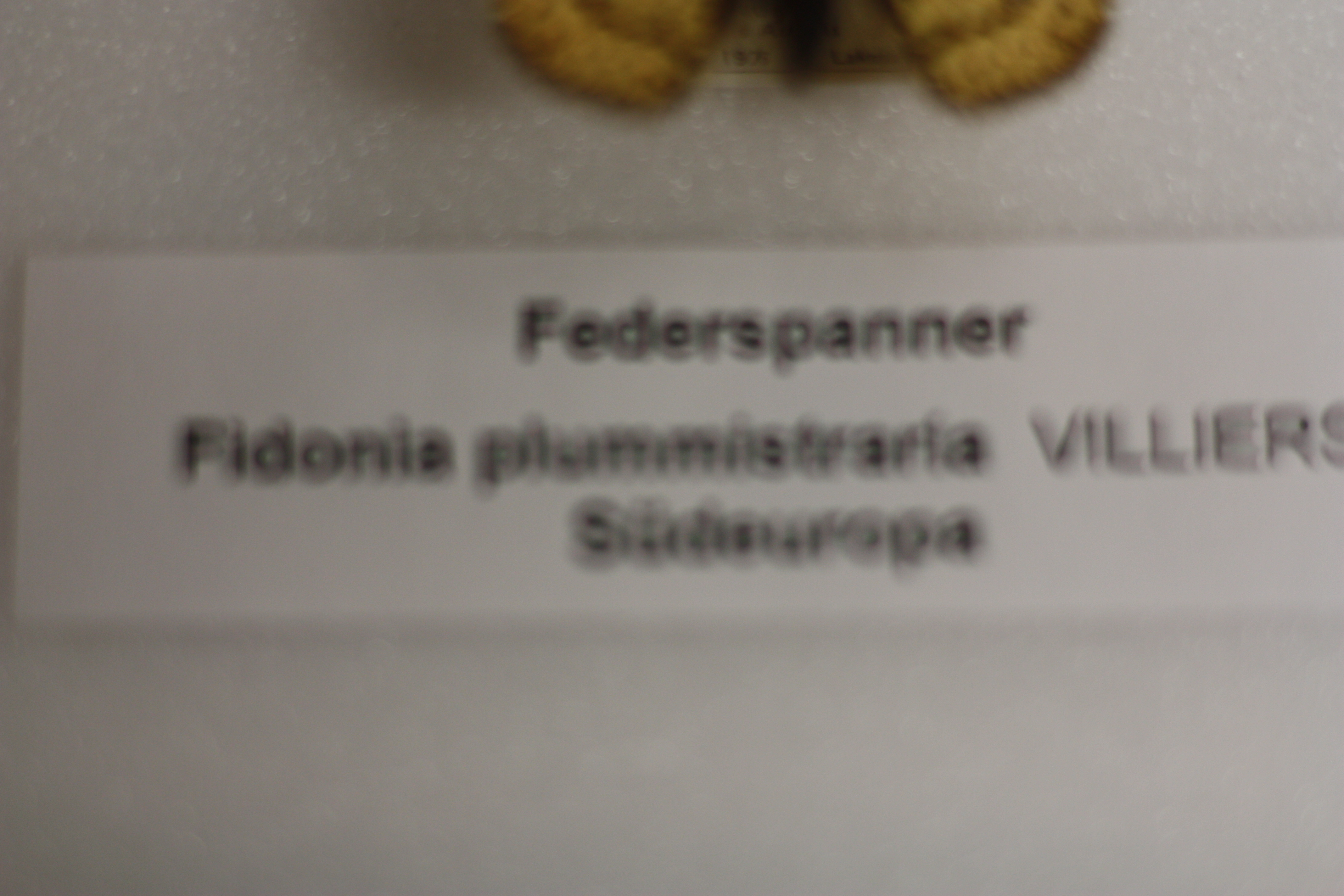
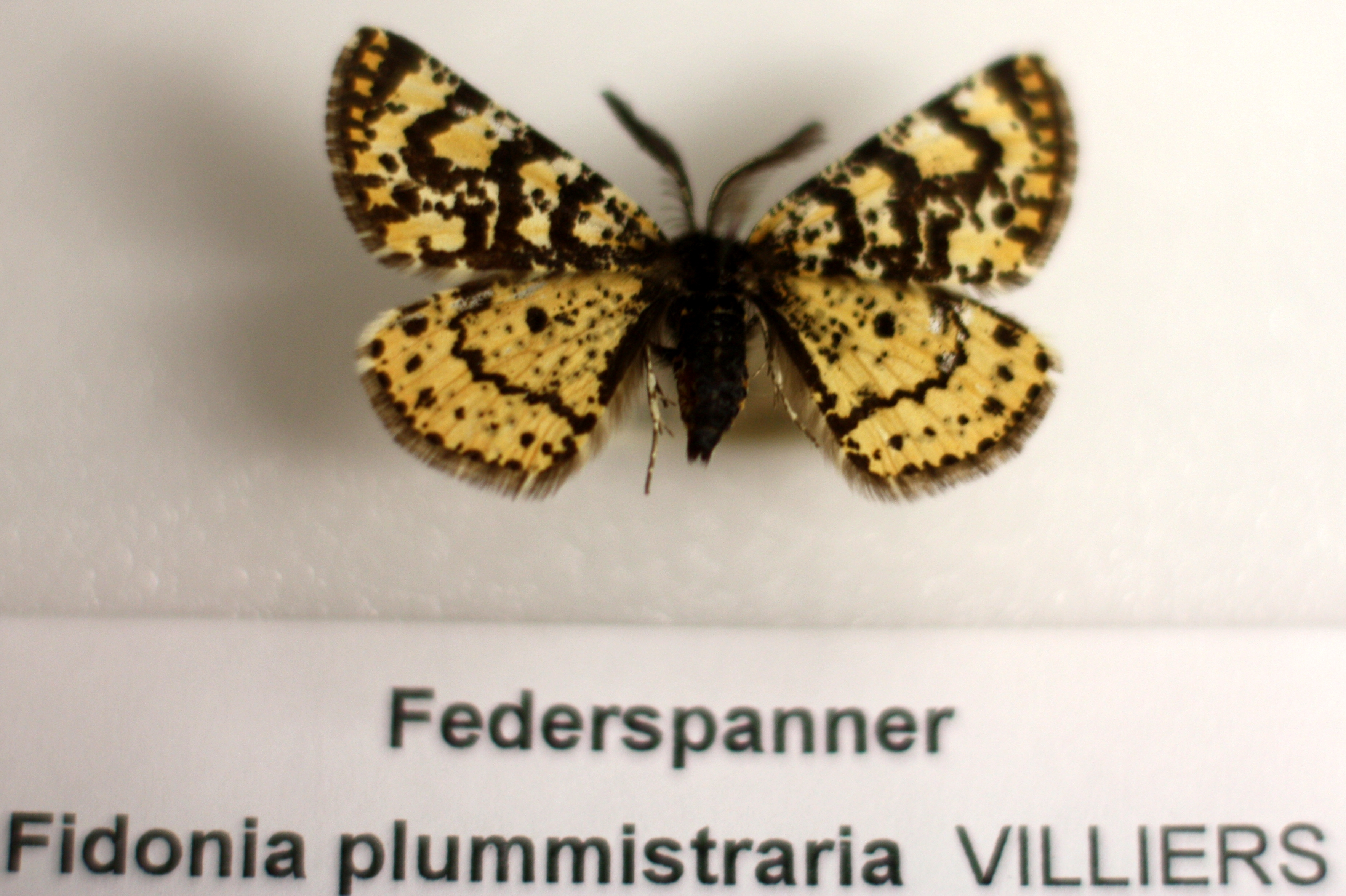